# Neomonachus schauinslandi
La foca monje de Hawái o foca fraile hawaiana (Neomonachus schauinslandi) es un mamífero pinnípedo de la familia de los fócidos endémica, en peligro de extinción, que rodean las islas del noroeste del archipiélago de Hawái.
La foca monje de Hawái (descrita por primera vez en 1905) es, junto con la foca monje del Mediterráneo (Monachus monachus) una de las dos únicas especies vivas de focas monje, actualmente agrupadas en géneros distintos. Una tercera especie, foca monje del Caribe (N. tropicalis), se ha extinguido.
Está especie es nativa, de las islas de Hawái. La foca monje hawaiana está en peligro crítico, por culpa del gran número de desechos químicos que produce la pesca del norte del Océano Pacífico, en los arrecifes y playas. Su dieta está constituida por peces,  cefalópodos y crustáceos. Su periodo de vida es entre los 25 y 30 años.

## Descripción
Al nacer los bebes pesan 35 libras (16 kg). Su peso común es de 375 libras a 450 libras (170 a 205 kg), las hembras son de mayor tamaño que los machos. La cola mide entre los 2.1 metros a 2.3 metros, la de los cachorros miden 1 metro. Son de color gris plateado en la parte superior, y la parte inferior son de un color crema claro; cuando nacen que poseen un color.  La parte posterior de los animales se puede oscurecer a través del tiempo, especialmente en los machos.